# 萨拉·德布里茨
萨拉·伊隆卡·德布里茨（德語：Sara Ilonka Däbritz，1995年2月15日—）是一位德国職業女子足球运动员，现效力于西甲球队皇家馬德里，于场上司职中场。

## 足球生涯

### 俱乐部
德布里茨是在埃伯曼斯多夫俱乐部（SpVgg Ebermannsdorf）开始自己的职业生涯。在13岁时，她转投至JFG菲斯塔尔（JFG Vilstal）效力了三年，然后于2010年加盟魏登2010。一年后，在2011-12赛季的冬歇期，德布里茨得以转会至德国女子足球甲级联赛球队弗赖堡，但初期仅可代表17岁以下梯队上阵，直至2012年2月26日才在一线队客场以0比3不敌拜仁慕尼黑的（第13轮）比赛中完成德甲首秀。同年3月25日，在弗赖堡主场以3比0战胜莱比锡火车头的比赛中，德布里茨又于第23分钟先开纪录，射入其职业生涯的首个入球。
至2015-16赛季，德布里茨与拜仁慕尼黑签约。她在新东家的首秀是是在2015年8月28日（第1轮）拜仁主场以3比1战胜波茨坦涡轮的比赛并独中两元。2016年，德布里茨随拜仁获得自己的首个德国足球冠军。

### 国家队
德布里茨于2010年4月7日首次入选的德国足协的青年队，以参加德国U15梯队在科尔克拉德对阵荷兰的友谊赛。她在此年龄段的首个国际比赛入球是在2010年6月24日，于波什格伦以2比0战胜挪威的比赛中射入，这也是她代表德国U15青年队参加的第二场及最后一场比赛。
2010年12月14日，德布里茨在里雄莱锡安以4比1战胜以色列的比赛中首次代表德国U17青年队上阵，而在两天后于卡法薩巴以5比0战胜同一个对手的比赛中，德布里茨则迎来了她的首个入球，于第67分钟射入。2011年，她随队在U-17欧锦赛中获得季军。2012年，德布里茨再以队长身份率领德国参加U-17欧锦赛。在决赛通过点球大战击败法国，她和她的团队终夺冠军。尽管德布里茨在第一罚射失，但门将默勒·弗罗姆斯设法扑出了对方的两计点球。2012年9月，德布里茨获主教练阿诺施卡·贝恩哈德征召参加在阿塞拜疆举行的U-17世界杯。她打满了德国队在赛事中的全部6场比赛，包括以0比1不敌加纳的季军争夺战，并射入3球。
对于德国U19青年队，德布里茨共出场7次，并在首次上阵便射入1球：这是2012年11月21日在韦克舍以4比0战胜瑞典的比赛中，于第13分钟打破场上僵局。
2013年6月29日，当德国在慕尼黑安联球场以4比2战胜日本的友谊赛中，德布里茨迎来成年组国家队的首秀，于第78分钟替换纳丁·凯斯勒上场。在2013年7月10日至28日于瑞典举行的欧洲女子足球锦标赛期间，德布里茨获时任联邦主教练的西尔维娅·奈德增补入德国队参赛名单，但直至小组赛第三场以0比1不敌挪威的比赛中才首次获得赛事出场机会，于第80分钟替换莱娜·洛岑。
此外，德布里茨还代表德国U20青年队参加了2014年8月5日至24日在加拿大举行的國際足協女子U-20世界盃。她打满了德国队参加的全部6场比赛并射入5球，其中包括在第三场小组赛对阵巴西时完成的帽子戏法。并随队在决赛通过加时赛以1比0战胜阿尔及利亚后赢得冠军，她本人亦荣膺赛事“铜靴奖”。

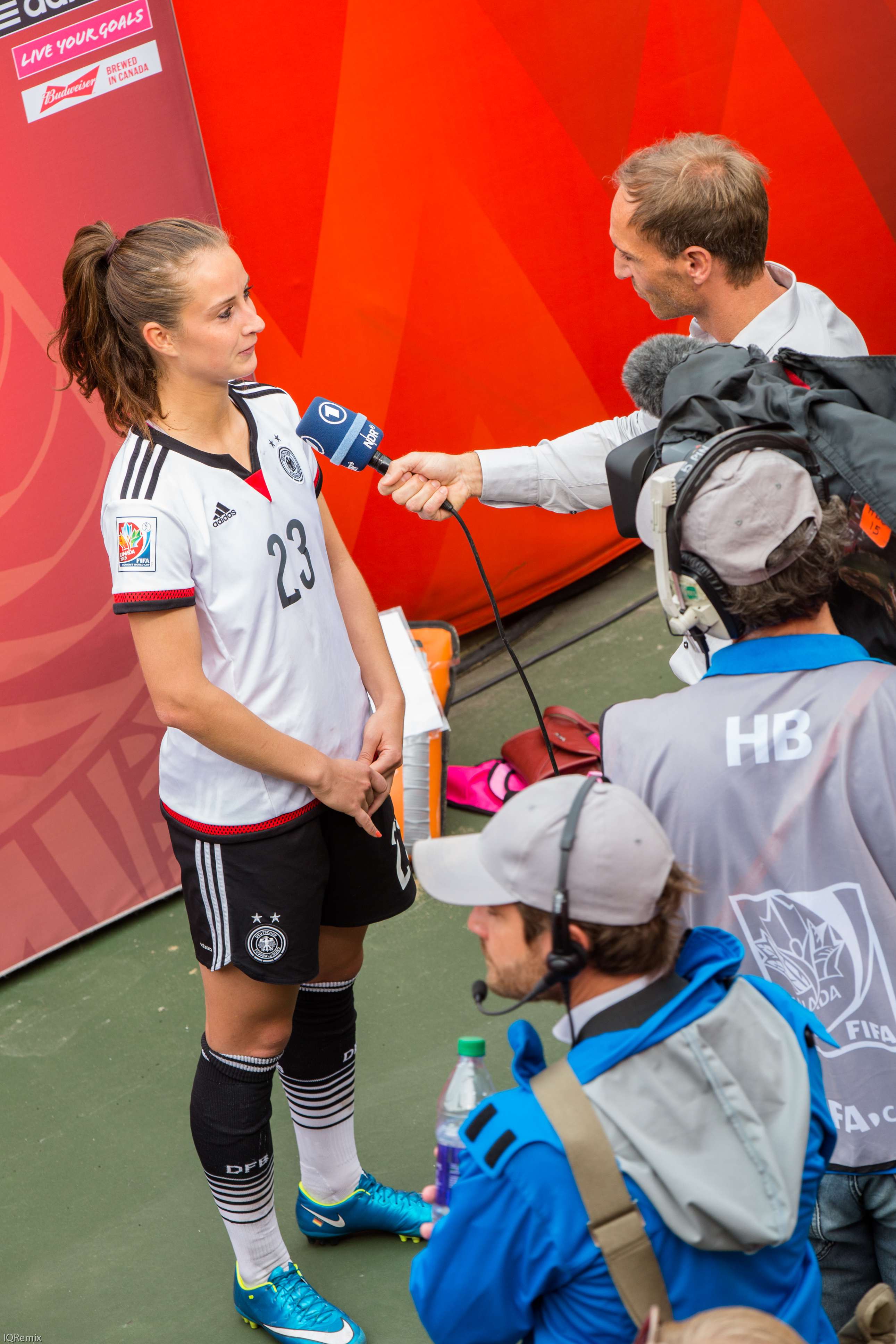
德布里茨在2015年世界杯期间接受采访

2015年5月24日，德布里茨再获西尔维娅·奈德选入德国征战加拿大世界盃的最终23人名单。她的首个成年组国际比赛入球是在2015年6月7日射入，在以10比0大胜科特迪瓦的小组赛中，她于第75分钟一度将比分改写为8比0。
2016年，德布里茨又成为德国参加里约奥运会足球比赛的一员。在对阵津巴布韦的首场比赛中，她以一记头球帮助球队取得1比0的开门红。而第二场2比2战平澳大利亚的比赛中，她也一度将比分扳为1比2。至半决赛对阵加拿大，德布里茨再射入锁定胜局的一球（2比0）帮助球队进军决赛，并在决赛以2比1战胜瑞典后赢得金牌。

#### 国家队入球
德国队的比分及入球列前：
| 德布里茨－德国队入球 | 德布里茨－德国队入球 | 德布里茨－德国队入球 | 德布里茨－德国队入球 | 德布里茨－德国队入球 | 德布里茨－德国队入球 | 德布里茨－德国队入球           |
| #                    | 日期                 | 地点                 | 对手                 | 入球                 | 比分                 | 赛事                           |
| -------------------- | -------------------- | -------------------- | -------------------- | -------------------- | -------------------- | ------------------------------ |
| 1.                   | 2015年6月7日         | 加拿大渥太华         |                      | 8–0                  | 10–0                 | 2015年國際足協女子世界盃       |
| 2.                   | 2015年6月15日        | 加拿大温尼伯         | 泰國                 | 4–0                  | 4–0                  | 2015年國際足協女子世界盃       |
| 3.                   | 2015年10月25日       | 德国桑德豪森         | 土耳其               | 4–0                  | 7–0                  | 2017年欧洲女子足球锦标赛预选赛 |
| 4.                   | 2015年10月25日       | 德国桑德豪森         | 土耳其               | 7–0                  | 7–0                  | 2017年欧洲女子足球锦标赛预选赛 |
| 5.                   | 2016年7月22日        | 德国帕德博恩         |                      | 6–0                  | 11–0                 | 友谊赛                         |
| 6.                   | 2016年8月3日         | 巴西圣保罗           | 辛巴威               | 1–0                  | 6–1                  | 2016年夏季奥运会               |
| 7.                   | 2016年8月6日         | 巴西圣保罗           |                      | 1–2                  | 2–2                  | 2016年夏季奥运会               |
| 8.                   | 2016年8月16日        | 巴西贝洛奥里藏特     | 加拿大               | 2–0                  | 2–0                  | 2016年夏季奥运会               |

来源：

## 成就

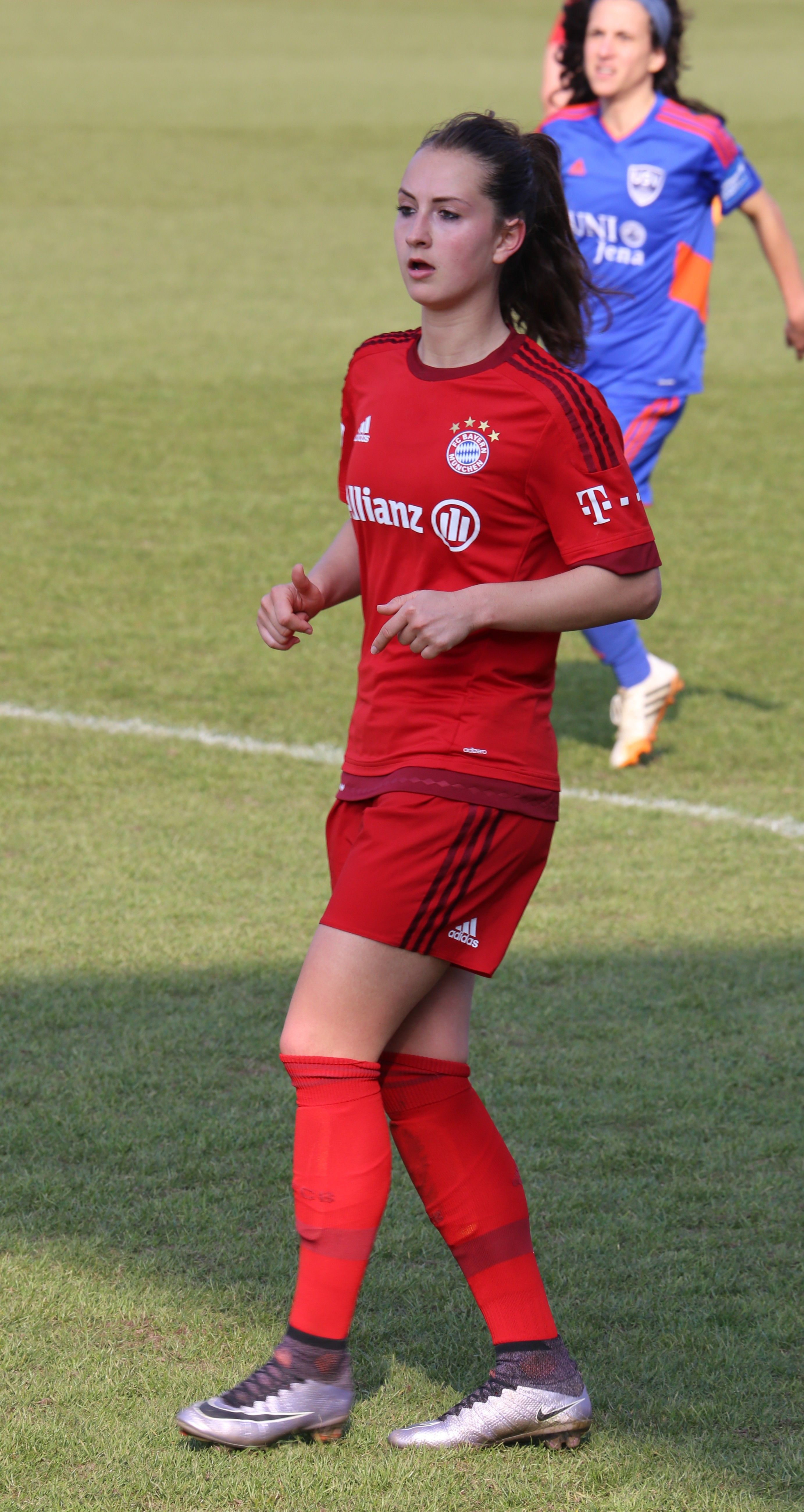
身披拜仁球衣的德布里茨（2016年）

### 俱乐部
- 德国足球冠军：2016年

### 国家队
- 夏季奥林匹克运动会足球比赛金牌：2016年
- 欧洲女子足球锦标赛冠军：2013年
- U-20女子世界杯冠军：2014年
- 欧洲女子U-17足球锦标赛冠军：2012年
- 阿尔加夫杯冠军：2014年

### 个人荣誉
- 弗里茨·瓦尔特奖：2012年（铜奖）、2013年（银奖）、2014年（金奖）
- U-20女子世界杯铜靴奖：2014年
- 银月桂叶勋章：2016年[16]